# Атлант (Кривий Ріг)
«Атлант» — аматорський футбольний клуб з міста Кривого Рогу. Чемпіон Дніпропетровської області з футболу (сезон 2007), бронзовий його призер (2008) та дворазовий володар кубка області (2006, 2007). Виступав у Кубку України серед аматорів 2007 року.

## Історія
Футбольний клуб «Атлант» було створено в місті Кривий Ріг. В 2006 році команда дебютувала в чемпіонаті області та з 46-ма набраними очками посіла високе 4-те місце. У наступному 2007 році команда суттєво покращила свій результат. За підсумками сезону вона дуже впевнено стала переможцем чемпіонату області. Того сезону з 24 зіграних матчів «Атлант» виграв 21 поєдинок, 1 матч звів до нічиї, ще в двох матчах криворожани поступилися. Свого найближчого переслідувача, нікопольського «Електрометалурга», криворожани випередили на 10 очок. У 2008 році клуб виступив дещо слабше та став бронзовим призером обласного чемпіонату. У 2009 році в чемпіонаті області «Атлант» набрав 49 очок та посів підсумкове 7-ме місце серед 16-ти команд-учасниць.
У 2007 році Атлант взяв участь в розіграші аматорського кубку України з футболу. Команда стартувала з Другого раунду турніру (1/8 фіналу), в якому суперником криворожан був горностаївський «Мир». «Атлант» за сумою двох матчів переграв суперника з рахунком 4:1 та вийшов до наступного раунду. Але в 1/4 фіналу, знову за сумою двох матчів, поступився з рахунком 1:3 миколаївському «Торпедо». 
У 2015 році команда змінила свою назву на «Атлант-ФШМ» (Кривий Ріг). Зараз вона виступає у другій лізі чемпіонату Криивого Рогу з футболу.

## Досягнення
- Чемпіонат Дніпропетровської області
  -  Чемпіон (1): 2007
  -  Бронзовий призер (1): 2008

- Кубок Дніпропетровської області
  -  Володар (2): 2006, 2007

## Відомі гравці
До списку потрапили футболісти, які мають досвід виступів на прфесійному рівні
- Сергій Балик
- Максим Барабуха
- Олег О. Блохін
- Вадим Большунов
- Сергій Волосов
- Олексій Жулавський
- Дмитро Ковальчук
- Дмитро Кривошей
- Олег Манагаров
- Дмитро Мануйленко
- Олександр Мариненко
- Віктор Міронов
- Роман Палюх
- Анатолій Пашковський
- Євген Пічкур
- Володимир Рожков
- Дмитро Стась
- Сергій Сторожев
- Олег Студников
- Максим Тарасюк
- Тарас Федькович
- Андрій Хрипко
- Ігор Христусь
- Микола Цимбал
- Сергій Шеремет

## Дивись також
- Список футбольних команд України
- Кубок України з футболу серед аматорів 2007